# یواس‌اس دکانویدا (وای‌تی‌بی-۸۳۱)
یواس‌اس دکانویدا (وای‌تی‌بی-۸۳۱) (به انگلیسی: USS Dekanawida (YTB-831)) یک کشتی است که طول آن ۱۰۸ فوت (۳۳ متر) می‌باشد. این کشتی در سال ۱۹۷۴ ساخته شد.